# Vicente Fernández (golfista)
Vicente Fernández (Corrientes, 5 de abril de 1946) es un golfista argentino que ha ganado más de 60 torneos profesionales alrededor del mundo.
Fernández se convirtió en profesional en 1964 y fue un competidor habitual en la Gira Europea a partir de mediados de la década de 1970 hasta mediados de la década de 1990. Ganó cuatro títulos en el tour y finalizó entre los primeros diez en la Orden de Mérito en dos ocasiones: sexto en 1974 y noveno en 1975. Fue decimosexto en la Orden de Mérito en 1992 a la edad de 46 años.
Como sénior Fernández se trasladó a Estados Unidos para jugar en el PGA Tour (ahora la Champions Tour), donde obtuvo cuatro torneos. 
Sus otros triunfos incluyen ocho victorias en el campeonato más importante de su país, el Abierto Argentino.

## Títulos como profesional (72)

### Victorias en el Tour europeo (4)
| Número | Fecha                | Torneo                   | Puntuación            | Margen de victoria | Subcampeón                            |
| ------ | -------------------- | ------------------------ | --------------------- | ------------------ | ------------------------------------- |
| 1      | 16 de agosto de 1975 | Benson & Hedges Festival | –18 (65-64-65-72=266) | 1 golpe            | Maurice Bembridge                     |
| 2      | 20 de mayo de 1979   | Colgate PGA Championship | E (71-70-72-75=288)   | 1 golpe            | Baldovino Dassù, Gary Player          |
| 3      | 18 de marzo de 1990  | Tenerife Open            | –6 (67-74-72-69=282)  | Playoff            | Mark Mouland                          |
| 4      | 31 de agosto de 1992 | Murphy's English Open    | –5 (69-72-73-69=283)  | 1 golpe            | Per-Ulrik Johansson, Fredrik Lindgren |

Récord de playoffs en Tour Europeo (1-0)
| Número | Año  | Torneo        | Oponente      | Resultado                               |
| ------ | ---- | ------------- | ------------- | --------------------------------------- |
| 1      | 1990 | Tenerife Open | Marca Mouland | Ganó con un par en el tercer hoyo extra |

### Victorias en Argentina (51)
- 1967 Argentino de Maestros, Abierto del Norte
- 1968 Abierto Argentino
- 1969 Abierto Argentino
- 1970 Center, Abierto, Abierto del Litoral, Norpatagonico Abierto, Acantilados Grand Prix
- 1971 Argentino de Maestros
- 1972 Abierto del Litoral
- 1973 Acantilados Grand Prix, Norpatagonico Abierto, Abierto Del Chaco
- 1974 Acantilados Grand Prix, Metropolitano Abierto, Abierto Del Chaco, Fultom Grand Prix, Hindú Club Grand Prix
- 1975 Abierto Sur, Abierto de Río Cuarto
- 1976 Argentino Campeonato de la PGA
- 1977 Acantilados Grand Prix
- 1978 Argentina del Campeonato de la PGA, el Abierto del Litoral, Argentino Club de Golf Grand Prix, Ford Taunnus Grand Prix, Swift Grand Prix
- 1979 Pinamar Abierto
- 1980 Argentino Campeonato de la PGA, el Abierto del Litoral, Hindú Club Match Play
- 1981 Abierto Argentino, Argentino Campeonato de la PGA, al Abierto Sur, Acantilados Grand Prix
- 1982 Pinamar Abiertos, Praderas Grand Prix (empate con Armando Saavedra)
- 1983 Ford Taunnus Grand Prix, Las Praderas Grand Prix
- 1984 Abierto Argentino, Acantilados Grand Prix, Las Praderas Grand Prix
- 1985 Abierto Argentino
- 1986 Abierto Argentino, Abierto Sur, Paraná Abierto, Hindú Club Grand Prix
- 1987 Campeonato de la PGA Argentino
- 1990 Abierto Argentino
- 1999 Bariloche Match Play
- 2000 Abierto Argentino

### Otras victorias (10)
- 1962 Nacional Argentino Caddy Torneo
- 1970 Holandeses Abierta
- 1971 Santiago Abierta (Chile)
- 1972 Ford Maracaibo Abierta (Venezuela)
- 1975 Uruguay Open
- 1977 Abierto De Brasil
- 1982 El Rodeo Abierto (Colombia)
- 1983 Abierto De Brasil
- 1984 Abierto De Brasil
- 1994 Punta del Este Abierto (Uruguay)

### Champions Tour (4)
| Número | Fecha                   | Torneo                   | Puntuación            | Margen de victoria | Subcampeón(es)              |
| ------ | ----------------------- | ------------------------ | --------------------- | ------------------ | --------------------------- |
| 1      | 21 de julio de 1996     | Burnet Senior Classic    | –11 (69-68-68=205)    | 1 golpe            | Bruce Crampton, J. C. Snead |
| 2      | 7 de septiembre de 1997 | Bank One Classic         | –13 (67-69-67=203)    | 1 golpes           | Isao Aoki                   |
| 3      | 16 de mayo de 1999      | Las Vegas Senior Classic | –14 (69-71-67-67=274) | 2 golpes           | Dave Eichelberger           |
| 4      | 16 de febrero de 2003   | ACE Group Classic        | –14 (66-68-68=202)    | 3 golpes           | Des Smyth, Tom Watson       |

### Otros títulos seniors (3)
- 1996 PGA Championship Argentino Senior
- 1999 PGA Championship Argentino Senior
- 2000 Chrysler Senior Match Play Reto

## Resultados en los principales campeonatos
| Tournament            | 1971 | 1972 | 1973 | 1974 | 1975 | 1976 | 1977 | 1978 | 1979 |
| --------------------- | ---- | ---- | ---- | ---- | ---- | ---- | ---- | ---- | ---- |
| The Open Championship | T25  | T31  | CUT  | T37  | T53  | T10  | T48  | CUT  |      |

| The Open Championship | T45 | CUT | T39 | CUT | CUT | T21 | CUT | CUT |

| The Open Championship | T31 | CUT |

Nota: Fernández sólo jugó en el Abierto Británico.
CUT = no superó el corte de la mitad (en 1981 no superó el corte en el tercer ronda)
"T" indica un empate por un lugar

## Participaciones en equipo
- Copa del mundo (representando a la Argentina): 1970, 1972, 1978, 1984, 1985
- Hennessy Cognac Cup (representando al Resto del Mundo): 1982
- Dunhill Cup (representando a la Argentina): 1986, 1989, 1990, 1993, 1995
- UBS de la Copa (representando al Resto del Mundo): 2003 (empate)